# Global Document Type Identifier
Глобально-уникальный идентификатор типа документа (GDTI) — это часть системы стандартов, поддерживаемой GS1. Это простой инструмент для однозначной идентификации документа по типу.
Термин «документ» применяется в широком смысле и охватывать любые официальные или частные документы, которые подразумевают право (например, доказательство владения) или обязательство (например, уведомления или вызова на военную службу) на предъявителя. Эмитент документа обычно отвечает за все сведения, содержащиеся в документе, как со штрихкодом, так в представлении, рассчитанном на чтение человеком. Такие документы обычно требуют для хранения соответствующей информации, содержащейся в документе. Примерами документов, которые могут иметь GDTI, являются налоговые требования, документы, подтверждающие отгрузку, страховых полисов, внутренних накладных и т. п. Компания создает GDTI, когда важно сохранить запись о документе. GDTI может содержать ссылку на базу данных, которая содержит мастер-копию документа. GDTI может использоваться в штрихкоде формата GS1-128 и печататься на документе в качестве идентификатора.